# Jiří Hřebec
Jiří Hřebec, né le 19 septembre 1950 à Teplice, est un joueur tchèque de tennis.

## Palmarès

### Titres en simple messieurs
| No | Date       | Nom et lieu du tournoi                    | Catégorie  | Surface         | Finaliste    | Score                   |  |
| -- | ---------- | ----------------------------------------- | ---------- | --------------- | ------------ | ----------------------- |  |
| 1  | 22-10-1973 | Tournoi de tennis de Prague, Prague       | Grand Prix | Terre (ext.)    | Jan Kodeš    | 4-6, 6-1, 3-6, 6-0, 7-5 |  |
| 2  | 10-02-1975 | Tournoi de tennis de Bâle, Bâle           |            | Moquette (int.) | Ilie Năstase | 6-1, 7-6, 2-6, 6-4      |  |
| 3  | 14-02-1977 | American Home Shield Tournament, San José |            | Dur (ext.)      | Sandy Mayer  | 3-6, 6-4, 7-5           |  |

### Finales en simple messieurs
| No | Date       | Nom et lieu du tournoi              | Catégorie  | Dotation | Surface         | Vainqueur        | Score                   |  |
| -- | ---------- | ----------------------------------- | ---------- | -------- | --------------- | ---------------- | ----------------------- |  |
| 1  | 01-04-1974 | Atlanta WCT, Atlanta                |            | NC $     | Moquette (int.) | Dick Stockton    | 6-2, 6-1                |  |
| 2  | 08-07-1974 | Düsseldorf Grand Prix, Düsseldorf   | Grand Prix | NC $     | Terre (ext.)    | Bernard Mignot   | 6-1, 6-0, 0-6, 6-4      |  |
| 3  | 17-03-1975 | Memphis Classic, Memphis            |            | 60 000 $ | Moquette (int.) | Harold Solomon   | 2-6, 6-1, 6-4           |  |
| 4  | 01-03-1976 | Tournoi de tennis de Bâle, Bâle     |            | 30 000 $ | Moquette (int.) | Jan Kodeš        | 6-4, 6-2, 6-3           |  |
| 5  | 13-06-1977 | Tournoi de tennis de Berlin, Berlin |            | 50 000 $ | Terre (ext.)    | Paolo Bertolucci | 6-4, 5-7, 4-6, 6-2, 6-4 |  |

### Titres en double messieurs
| No | Date       | Nom et lieu du tournoi                     | Catégorie  | Dotation | Surface         | Partenaire | Finalistes                            | Score               |  |
| -- | ---------- | ------------------------------------------ | ---------- | -------- | --------------- | ---------- | ------------------------------------- | ------------------- |  |
| 1  | 29-01-1973 | Tournoi de tennis de Des Moines Des Moines |            | NC $     | Dur (int.)      | Jan Kukal  | Juan Gisbert Ion Țiriac               | 4-6, 7-6, 6-1       |  |
| 2  | 08-07-1974 | Düsseldorf Grand Prix Düsseldorf           | Grand Prix | NC $     | Terre (ext.)    | Jan Kodeš  | Kenichi Hirai Toshiro Sakai           | 6-1, 6-4            |  |
| 3  | 19-07-1976 | Head Cup Kitzbühel                         |            | NC $     | Terre (ext.)    | Jan Kodeš  | Jürgen Fassbender Hans-Jürgen Pohmann | 6-7, 6-2, 6-4       |  |
| 4  | 14-03-1977 | Tournoi de tennis de Helsinki Helsinki     |            | 50 000 $ | Moquette (int.) | Hans Kary  | John Lloyd David Lloyd                | 5-7, 7-6, 6-4       |  |
| 5  | 06-06-1977 | Tournoi de tennis de Bruxelles Bruxelles   |            | 75 000 $ | Terre (ext.)    | Hans Kary  | František Pala Balázs Taróczy         | 2-6, 6-4, 2-2, n.f. |  |

### Finales en double messieurs
| No | Date       | Nom et lieu du tournoi                        | Catégorie           | Dotation | Surface         | Vainqueurs                   | Partenaire       | Score                |  |
| -- | ---------- | --------------------------------------------- | ------------------- | -------- | --------------- | ---------------------------- | ---------------- | -------------------- |  |
| 1  | 27-03-1972 | Tournoi de tennis de Monte-Carlo Monte-Carlo  | Championship Series | 20 000 $ | Terre (ext.)    | Patrice Beust Daniel Contet  | František Pala   | 3-6, 6-1, 12-10, 6-2 |  |
| 2  | 05-02-1973 | Utah International Salt Lake City             | Grand Prix          | NC $     | Dur (int.)      | Mike Estep Raúl Ramírez      | Jan Kukal        | 6-4, 7-6             |  |
| 3  | 01-03-1976 | Tournoi de tennis de Bâle Bâle                |                     | 30 000 $ | Moquette (int.) | Frew McMillan Tom Okker      | Jan Kodeš        | 6-4, 7-6, 6-4        |  |
| 4  | 24-03-1980 | International Open Championships of Nice Nice | GP World Series     | 50 000 $ | Terre (ext.)    | Chris Delaney Kim Warwick    | Stanislav Birner | 6-4, 6-0             |  |
| 5  | 16-03-1981 | Open de Lorraine Nancy                        |                     | 50 000 $ | Dur (int.)      | Ilie Năstase Adriano Panatta | John Feaver      | 6-4, 2-6, 6-4        |  |